# Doğan Güreş
Dogan Gures (en turc, Doğan Güreş), né le 15 février 1926 à Adana et mort le 14 octobre 2014 à Ankara, est un officier et homme politique turc.

## Biographie
Gures est diplômé de l'Académie militaire turque en 1947 et de l'École des transports militaires en 1949. Commandant de la Première Armée de Turquie de 1987 à 1989, puis de l'Armée turque de 1989 à 1990, il devient le vingt-et-unième chef d'État-major des Forces armées turques en 1990. À ce titre, il commande les opérations de bombardement des forces du Parti des travailleurs du Kurdistan (PKK) au Kurdistan irakien à l'automne 1992 et le 26 juillet 1994.

### Politique
Après sa retraite en 1994, il s'engage en politique avec le Parti de la juste voie et se fait élire député de la circonscription de Kilis en 1995. Il est réélu en 1999 et se présente à l'élection présidentielle de 2000. Il y recueille 35 voix (sur 530) au premier tour et 22 voix au second tour.
Il meurt à l'hôpital GATA (Gülhane Military Academy Hospital) d'Ankara, où il était hospitalisé.